# Martin Peters
Martin Stanford Peters (Londres, 8 de noviembre de 1943-Brentwood, Inglaterra, 21 de diciembre de 2019) fue un jugador y entrenador de fútbol británico. En su etapa como jugador profesional se desempeñaba como centrocampista.
En 1978, fue nombrado Miembro de la Orden del Imperio Británico por sus contribuciones al fútbol. En 1998, fue nombrado en el Football League 100 Legends. Fue incluido en el Salón de la Fama del Fútbol Inglés en 2006. En 2016, se anunció que Martin Peters padecía de la enfermedad de Alzheimer, falleciendo en 2019 a los 76 años de edad.

## Selección nacional
Fue internacional con la selección de fútbol de Inglaterra en 67 ocasiones y convirtió 20 goles, entre ellos, uno de los cuatro goles marcados frente a Alemania Occidental en la final de la Copa del Mundo de 1966, donde se consagró campeón del mundo.

### Participaciones en Copas del Mundo
| Mundial              | Sede       | Resultado        | Partidos | Goles |
| -------------------- | ---------- | ---------------- | -------- | ----- |
| Copa Mundial de 1966 | Inglaterra | Campeón          | 5        | 1     |
| Copa Mundial de 1970 | México     | Cuartos de final | 4        | 1     |

### Participaciones en Eurocopas
| Copa          | Sede   | Resultado    | Partidos | Goles |
| ------------- | ------ | ------------ | -------- | ----- |
| Eurocopa 1968 | Italia | Tercer lugar | 2        | 0     |

## Clubes

### Como jugador
| Equipo            | País       | Año       |
| ----------------- | ---------- | --------- |
| West Ham United   | Inglaterra | 1959-1970 |
| Tottenham Hotspur | Inglaterra | 1970-1975 |
| Norwich City      | Inglaterra | 1975-1980 |
| Sheffield United  | Inglaterra | 1980-1981 |
| Gorleston         | Inglaterra | 1982-1983 |

### Como entrenador
| Equipo           | País       | Año  |
| ---------------- | ---------- | ---- |
| Sheffield United | Inglaterra | 1981 |

## Palmarés

### Campeonatos nacionales
| Título          | Equipo            | País       | Año  |
| --------------- | ----------------- | ---------- | ---- |
| FA Cup          | West Ham United   | Inglaterra | 1964 |
| Copa de la Liga | Tottenham Hotspur | Inglaterra | 1971 |
| Copa de la Liga | Tottenham Hotspur | Inglaterra | 1973 |

### Copas internacionales
| Título                 | Equipo            | Sede       | Año     |
| ---------------------- | ----------------- | ---------- | ------- |
| Recopa de Europa       | West Ham United   | Londres    | 1964-65 |
| Copa Mundial de Fútbol | Inglaterra        | Inglaterra | 1966    |
| Copa de la UEFA        | Tottenham Hotspur | Londres    | 1971-72 |

### Distinciones individuales
| Distinción                                        | Año  |
| ------------------------------------------------- | ---- |
| Incluido en el Football League 100 Legends        | 1998 |
| Incluido en el Salón de la Fama del Fútbol Inglés | 2006 |

## Condecoraciones
| Distinción                                | Año  |
| ----------------------------------------- | ---- |
| Miembro de la Orden del Imperio Británico | 1978 |